# Mondher Rayahneh
Monther (ou Munther) Rayahneh (en arabe : منذر رياحنه ) est un acteur jordanien né le 8 avril 1979. Il a suivi des études en Arts dramatiques à l'université de Yarmouk (en), où il a joué dans quelques pièces de théâtre. Par la suite et depuis 2004, il a joué principalement dans des feuilletons bédouins et historiques, dont il était souvent la vedette[réf. souhaitée].
Il devient célèbre grâce à son rôle de « Mustafa » dans le feuilleton « al ijtiyeh - L'Invasion » de Chawki Mejri, , qui a remporté un Emmy Awards en 2008.
Il est également le premier acteur jordanien
à recevoir le prix du meilleur acteur principal au festival du Caire pour les Médias arabes 2008, ,
 pour son rôle du personnage folklorique « Awda abou teya » 